# Oblique (typographie)
Pour les articles homonymes, voir Oblique.
En typographie traditionnelle et numérique, l’oblique est un style de caractères inclinés vers la droite, comme l’italique, mais qui n’est pas un véritable italique. 
L’italique est un dessin particulier des caractères inspiré des écritures cursives et certains glyphes ont, mise à part l’inclinaison, un dessin différent de leurs équivalents en romain : ainsi le a, le g bas de casse, etc. Les formes sont plus arrondies et certains empattements disparaissent. Au contraire, la lettre oblique conserve toutes les particularités du romain initial. Beaucoup de polices modernes, notamment des linéales, sont dotées d’obliques et non de véritables italiques, dans un souci d’homogénéité visuelle.

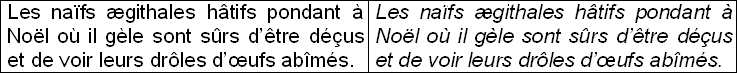
Texte en romain, à gauche, et oblique, à droite

En informatique, l’oblique est généralement obtenue par simple modification de n’importe quelle police dans les logiciels qui offrent cette possibilité. On peut choisir le degré d’inclinaison et pallier ainsi, dans une certaine mesure, l’absence de véritable italique.